# Engels ontbijt

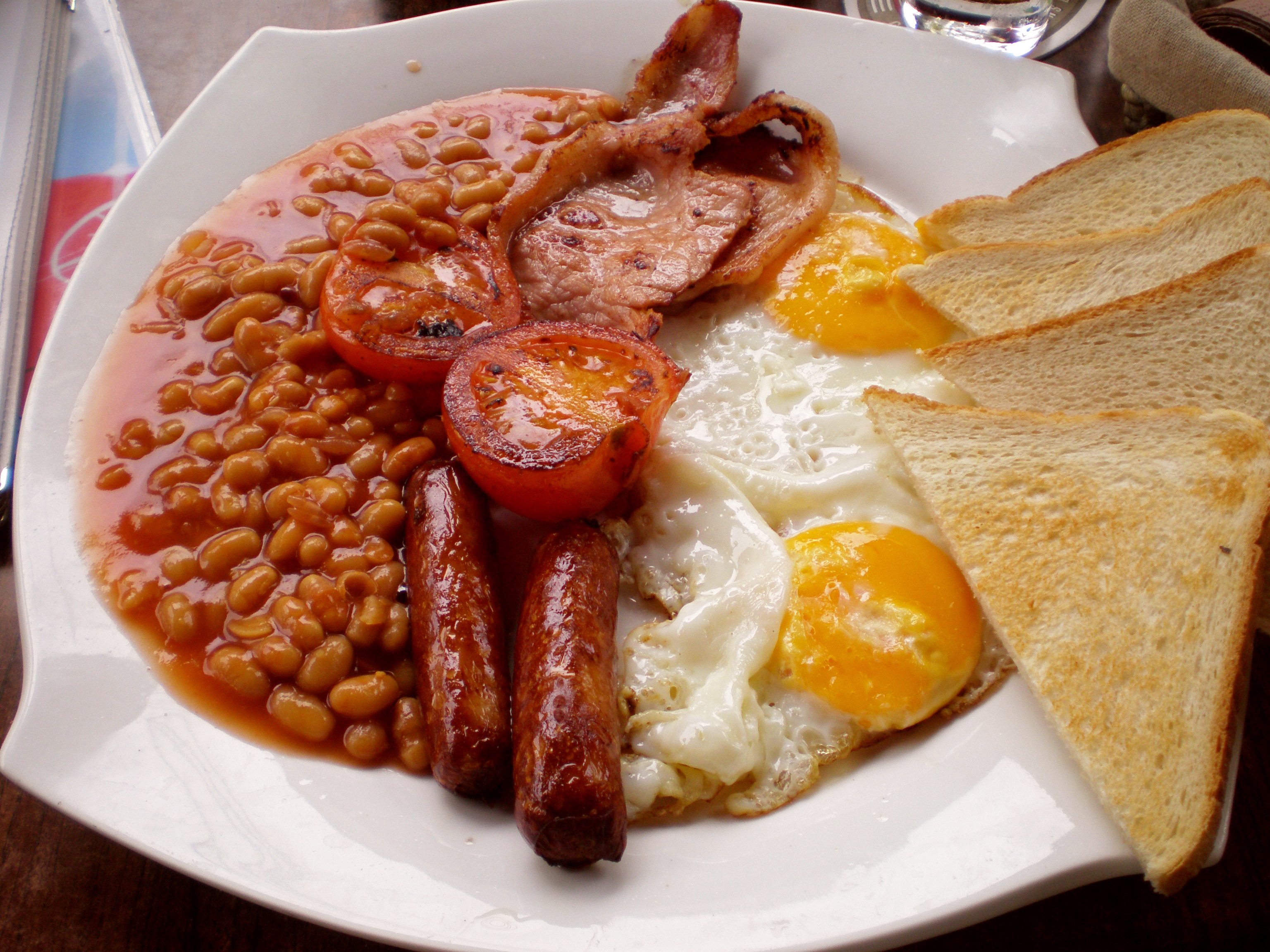
Engels ontbijt

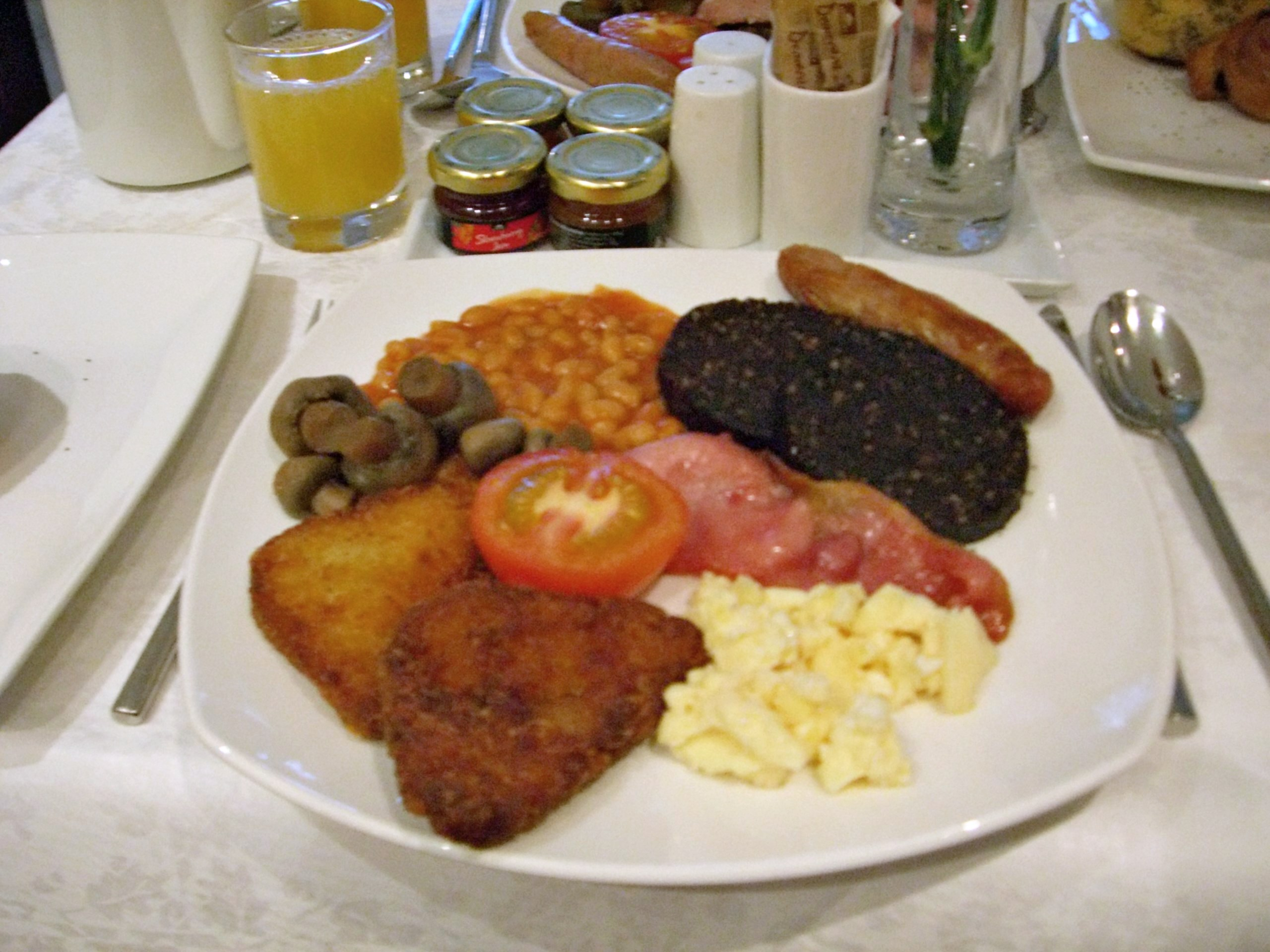
Engels ontbijt met onder andere bloedworst en roerei

Een Engels ontbijt (full English breakfast) of fry up is een uitgebreid ontbijt zoals men dat in Engeland serveert. Het ontbijt kan in samenstelling variëren, maar gebakken spek en gepocheerd ei of roerei maken er vrijwel altijd deel van uit. Ook black pudding (bloedworst) kan deel uitmaken van een full English breakfast.
Dit ontbijt wordt doorgaans niet iedere dag gegeten, maar voornamelijk in het weekeinde. Veel eetgelegenheden serveren het de hele dag door, en hotels, bed and breakfasts en jeugdherbergen serveren het elke ochtend, vaak als "traditioneel gerecht".
In andere delen van de Britse Eilanden kent men varianten, die dan bijvoorbeeld als Welsh breakfast of Ulster fry worden aangeduid.

## Ingrediënten
Ingrediënten die vaak in een Engels ontbijt worden gevonden zijn:
- Bacon
- Black pudding (bloedworst)
- Ei (gebakken, gepocheerd of roerei)
- Gebakken champignons
- Gebakken tomaat
- Hash browns (aardappelpannenkoekjes)
- Toast met boter, jam, marmelade of honing
- Witte bonen in tomatensaus
- Worstjes
- Sauzen als tomatenketchup en brown sauce (zoals HP Sauce)

Iets minder vaak voorkomende toevoegingen zijn:
- White pudding
- Kippers
- Muffins of scones
- Bubble and squeak (opgebakken groentenstamppot)
- Friet

Bij dit ontbijt worden meestal thee, koffie of sinaasappelsap gedronken, hoewel ook een pint bier mogelijk is.